# يوهرويلير
يوهرويلير (بالفرنسية: Uhrwiller)‏ هي بلدية تقع في إقليم الراين الأسفل من منطقة ألزاس في شمال شرق فرنسا. تبلغ مساحة هذه المدينة 11.02 (كم²)، يبلغ عدد سكانها 697 نسمة حسب إحصاء المعهد الوطني للإحصاء والدراسات الاقتصادية سنة 2009 م. وترأس Alfred Slovencik البلدية خلال فترة (2001 - 2008).

## أعلام
- إرنست ويل

## وصلات خارجية
- صفحة البلدية على موقع المعهد الوطني للإحصاء والدراسات الاقتصادية (بالفرنسية)